# Schema di fregio

Esempio di schema di fregio

In geometria uno schema di fregio è un concetto che designa uno dei numerosi piastrellamenti che ripetono un oggetto secondo una traslazione, classificata da ciò che contiene.
Vi sono in tutto 7 possibili schemi di fregio elencati qui di seguito, indicando per ciascuno di essi la sigla che lo contrassegna e le trasformazioni che lo lasciano invariato:
- T: traslazione soltanto
- TR: traslazione e rotazione di 180 gradi
- TV: traslazione e riflessione rispetto alla retta verticale
- TG: traslazione e glissoriflessione piana
- THG: (traslazione,  riflessione rispetto alla retta orizzontale e glissoriflessione piana)
- TRVG: traslazione, rotazione di 180 gradi, riflessione rispetto alla retta verticale e glissoriflessione piana
- TRHVG: traslazione, rotazione di 180 gradi, riflessione rispetto alla retta orizzontale, riflessione rispetto alla retta verticale e glissoriflessione piana